# A28 (autoestrada)

A A28 ou Autoestrada do Litoral Norte é uma autoestrada portuguesa, que liga a cidade de Porto com Caminha, ligando a sub-regiões Área Metropolitana do Porto, Cávado e Alto Minho, pertencendo à Região Norte, tendo uma extensão total de 93 km. 

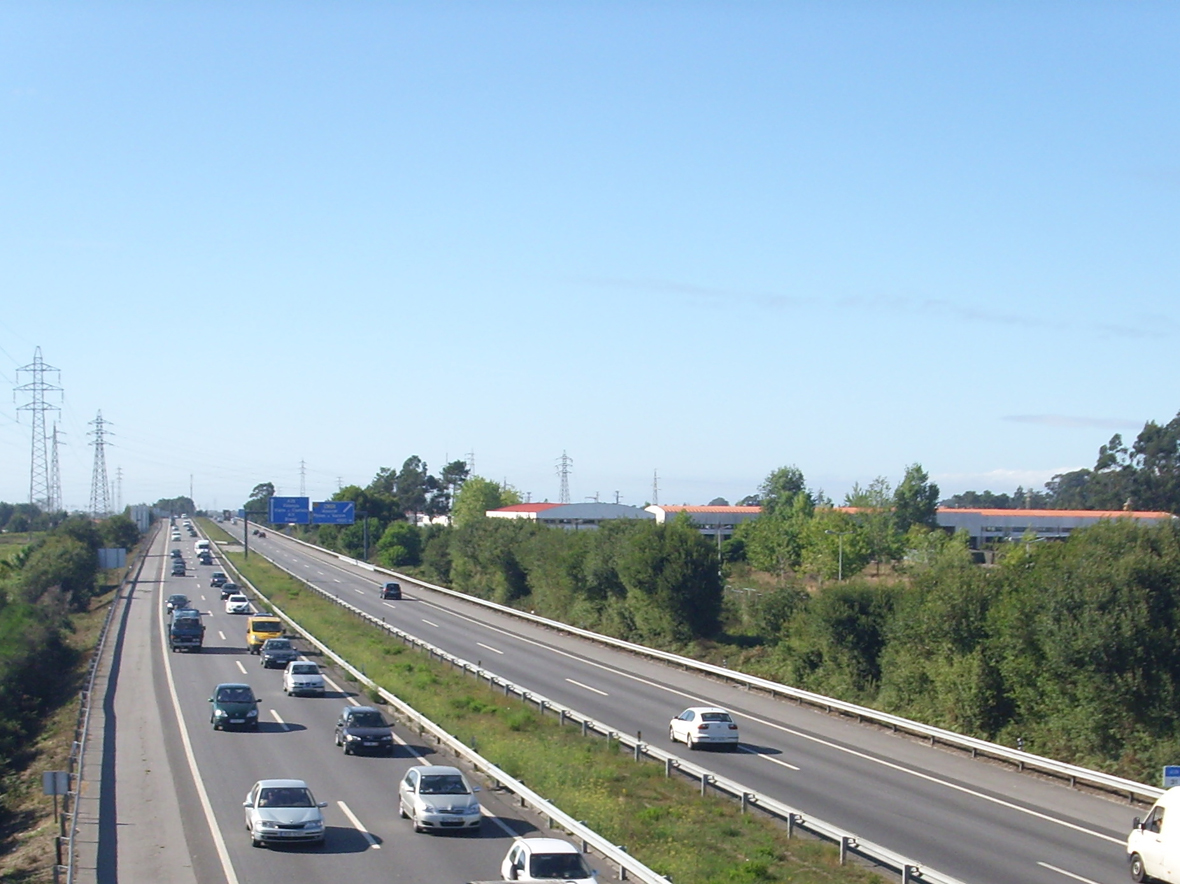
A autoestrada A 28 no troço que resulta da duplicação da variante à EN 13, entre Vila do Conde e a Póvoa de Varzim

No Porto, a autoestrada começa no oeste da cidade, tendo um nó com a A20, que faz a ligação leste do Porto a Vila Nova de Gaia, passando pela Ponte do Freixo, e um nó com a A1 que segue direção a sul a Lisboa. Em Matosinhos, a autoestrada tem um nó com a A4, que segue direção a leste a Vila Real e a Bragança. Em Perafita, a autoestrada tem um nó com a A41, que segue direção a leste ao Aeroporto Francisco Sá Carneiro e a Espinho. Passando pela Póvoa de Varzim, a autoestrada tem um nó com a A7, que segue direção a leste a Guimarães e a Vila Pouca de Aguiar. Antes de Esposende, a autoestrada tem um nó com a A11, que segue direção a leste a Braga e a Penafiel. Chegando a Viana do Castelo, a autoestrada tem um nó com a A27, que segue em direção a leste a Ponte de Lima.
Os troços mais antigos resultam do aproveitamento de estradas preexistentes, nomeadamente a chamada "Via Rápida", construída na década de 1960 entre o Porto e Freixieiro, e que inclui a Ponte de Leça. Entre os nós de Modivas e Póvoa de Varzim norte resulta da duplicação da variante à EN13, construída em 1985 com perfil de via rápida com uma via em cada sentido de circulação.
A concessão começa apenas em Matosinhos, no entanto esta está ligada à Avenida AEP (dupla calçada sem perfil de autoestrada) que serve de ligação à VCI do Porto, onde se encontra o quilómetro zero desta autoestrada (junto à Ponte da Arrábida).
A A28 está articulada com várias zonas industriais dos municípios que atravessa, por ter sido construída como via rápida, parte do IC1, construído no início da década de 1990 para servir de alternativa à N 13, estrada já então congestionada e urbanizada em grande parte do seu percurso.
Devido ao seu perfil foi classificada como autoestrada e integrada na rede nacional, tendo para isso sido realizadas algumas melhorias de asfalto; foi concessionada à então Euroscut Norte (atual Auto-estradas do Norte Litoral) e passou a regime SCUT, apesar de não ter sido construída neste regime.
Em Outubro de 2006, o primeiro-ministro José Sócrates anunciou o fim da concessão sem custos para o utilizador, o que levou à criação de diversas associações de utilizadores que desde então têm protestado frequentemente contra a implementação de portagens. Contudo a A28 foi uma das autoestradas que a 15 de Outubro de 2010 passou a ser taxada através de portagem electrónica entre Matosinhos e Viana do Castelo - o troço urbano junto ao Porto e a Matosinhos manteve-se gratuito, enquanto que o troço entre Viana e Caminha manteve-se isento. Desde 1 de janeiro de 2025 o troço entre Esposende e Viana do Castelo passou a regime de gratuitidade, sendo que o troço entre Matosinhos e Esposende continua a ter um regime de portagens eletrónicas.
Está previsto o prolongamento da A28 até Valença, troço com uma extensão aproximada de 18 km que se encontra em projeto.
Traçado da A 28 no Google Maps e fotografias do Google StreetView

## Estado dos troços
| Troço                                   | Situação | km   |
| --------------------------------------- | --- | ---- |
| Ponte da Arrábida – Matosinhos (Sendim) | Em serviço (1960) como Via Marechal Carmona Integrado (décadas de 1980–90) no IC 1 Reclassificado (década de 2000) para A 28                                                                               | 5,5  |
| Matosinhos (Sendim) – Perafita          | Em serviço (1985) como variante à N 107 Integrado (décadas de 1980–90) no IC 1 Reclassificado (década de 2000) para A 28                                                                                   | 5,4  |
| Perafita – Modivas                      | Em serviço (03/1997) como IC 1 Reclassificado (década de 2000) para A 28 (Concessão: Norte Litoral) | 8,4  |
| Modivas – Póvoa de Varzim norte         | Em serviço (05/1989) com formato de via rápida com 1 faixa ( N 13 ) Duplicado (1997) para formato de via rápida com 2 faixas ( IC 1 ) Reclassificado (década de 2000) para A 28 (Concessão: Norte Litoral) | 12,3 |
| Póvoa de Varzim – Neiva                 | Em serviço (3 de dezembro de 1998) como IC 1 Reclassificado (década de 2000) para A 28 (Concessão: Norte Litoral)                                                                                          | 29,4 |
| Neiva – Darque                          | Em serviço (1996) como IC 1 Reclassificado (década de 2000) para A 28 (Concessão: Norte Litoral) | 5,2  |
| Darque – Meadela                        | Em serviço (1993) como IC 1 Reclassificado (década de 2000) para A 28 (Concessão: Norte Litoral) | 4,4  |
| Meadela – Argela                        | Em serviço (11/2005) (Concessão: Norte Litoral) | 17,5 |
| Argela – Vilar de Mouros                | Em serviço (2008) (Concessão: Norte Litoral) | 4,6  |
| Vilar de Mouros – Valença               | Em projeto | ~18  |
| Valença – Melgaço                       | Pretensão | ~40  |

## Perfil
| Troço                                      | Perfil | Extensão |
| ------------------------------------------ | ------ | -------- |
| Ponte da Arrábida – Nó de Francos ( A 20 ) |        | 3 km     |
| Nó de Francos ( A 20 ) - Matosinhos        |        | 4 km     |
| Matosinhos – Perafita                      |        | 4 km     |
| Perafita – Vilar de Mouros                 |        | 82 km    |

Nota: O troço entre Viana do Castelo e Vilar de Mouros possui uma terceira via nos locais onde a elevada inclinação a justifica.

## Saídas

### Porto – Caminha
| Número da saída                                 | km                           | Nome da saída                                               | Estrada que liga     |
| ----------------------------------------------- | ---------------------------- | ----------------------------------------------------------- | -------------------- |
|                                                 | 0                            | Ponte da Arrábida                                           | A 1 (dir. Lisboa)    |
| Início do troço comum com a VCI                 |                              |                                                             |                      |
|                                                 | 0                            | Porto (centro - rua do Campo Alegre)                        | Via Panorâmica       |
| 1                                               | 1-2                          | Porto - Bessa Leite - Foz - av. Boavista - parque da cidade |                      |
| 2                                               | 3                            | Porto (centro - Boavista) Braga / Freixo                    | A 20 - VCI           |
|                                                 | Fim do troço comum com a VCI |                                                             |                      |
| Início do troço comum com a Avenida AEP         |                              |                                                             |                      |
| 3                                               | 4                            | Senhora da Hora Areosa centro comercial zona industrial     | N 12 (circunvalação) |
| Fim do troço comum com a Avenida AEP            |                              |                                                             |                      |
| 4                                               | 5                            | Matosinhos (centro - av. República) Vila Real / aeroporto   | A 4                  |
|                                                 | A 28                         |                                                             |                      |
| 5                                               | 6                            | Matosinhos Porto de Leixões                                 |                      |
| 6                                               | 7                            | Leça da Palmeira Porto de Leixões                           |                      |
| 7                                               | 8                            | Santa Cruz do Bispo Exponor                                 |                      |
| 8                                               | 10                           | Terminal TIR                                                |                      |
| 9                                               | 10                           | Freixieiro Perafita (sul)                                   | N 107                |
| 10                                              | 11                           | Perafita (norte)                                            |                      |
| 11                                              | 11                           | Maia aeroporto Felgueiras / Braga Gondomar                  | A 41                 |
| 12                                              | 15                           | Lavra Aveleda                                               |                      |
| Pórtico de Portagem de Modivas - € 0,55         |                              |                                                             |                      |
| 13                                              | 20                           | Mindelo Modivas                                             | N 13                 |
| 14                                              | 23                           | Fajozes Árvore                                              | R 529                |
| 15                                              | 28                           | Vila do Conde / Argivai Guimarães / Famalicão               | N 206 A 7            |
| 16                                              | 32                           | Póvoa de Varzim                                             | N 205                |
| Pórtico de Portagem da Póvoa de Varzim - € 0,75 |                              |                                                             |                      |
| 17                                              | 38                           | Estela Laúndos                                              | R 502                |
| 18                                              | 42                           | Apúlia Braga / Barcelos                                     | R 501 A 11           |
| 19                                              | 47                           | Esposende Gandra                                            | N 305                |
| 20                                              | 57                           | Castelo de Neiva Antas                                      | N 13                 |
| 21                                              | 61                           | Neiva                                                       | N 13 N 103           |
| 22                                              | 66                           | Darque Mazarefes                                            | N 203                |
| 23                                              | 69                           | Viana do Castelo                                            | N 13                 |
| 24                                              | 70                           | Meadela Ponte de Lima                                       | A 27                 |
| 25                                              | 74                           | Outeiro / Perre                                             | N 302                |
| 26                                              | 82                           | Freixieiro de Soutelo Riba de Âncora                        | N 305                |
| 27                                              | 83                           | Vila Praia de Âncora                                        |                      |
| 28                                              | 88                           | Argela Dem Arga de São João                                 | R 526 R 552          |
| 29                                              | 92                           | Caminha Vilar de Mouros                                     | N 301                |
|                                                 | 93                           | direcção (N 13) Valença                                     |                      |

## Áreas de serviço
- Bomba de Gasolina (km 5)
- Área de Serviço de Vila do Conde (km 18)
- Área de Serviço de Viana do Castelo (km 64)